# Crotone (fungo)
Crotone (Theiss. & Syd., 1915) è un genere di funghi ascomiceti della famiglia Venturiaceae.

## Specie di Crotone
Le specie più importanti sono:
- Crotone drimydis;
- Crotone emmoti.